# Donker tepelpalpje
Het donker tepelpalpje (Cnephalocotes obscurus) is een spinnensoort in de taxonomische indeling van de hangmatspinnen (Linyphiidae).
Het dier behoort tot het geslacht Cnephalocotes. De wetenschappelijke naam van de soort werd voor het eerst geldig gepubliceerd in 1834 door John Blackwall.